# 1376年
| 千纪： | 2千纪 |
| 世纪： | 13世纪 \| 14世纪 \| 15世纪                                                                                 |
| 年代： | 1340年代 \| 1350年代 \| 1360年代 \| 1370年代 \| 1380年代 \| 1390年代 \| 1400年代                           |
| 年份： | 1371年 \| 1372年 \| 1373年 \| 1374年 \| 1375年 \| 1376年 \| 1377年 \| 1378年 \| 1379年 \| 1380年 \| 1381年 |
| 纪年： | 丙辰年（龙年）；明洪武九年；北元宣光六年；越南隆慶四年；日本南朝天授二年，北朝永和二年                     |

## 大事记
- 坦麻沙那阿死，子麻那者巫里请绍封，明朝封其为三佛齐国王。
- 波蘭王國兼匈牙利國王洛約什一世興傾國之兵入侵羅塞尼亞，攻佔原加利西亞－沃里尼亞王國全土。
- 5月3日——瓦爾德瑪四世的外孫奧拉夫二世·哈康松繼任為丹麥國王。

## 出生
- 朱楧，明朝第一代肃王，明太祖朱元璋第十四子。

## 逝世
- 黑太子愛德華（1330年6月15日－1376年6月8日），英格蘭王儲、康沃爾公爵、威爾斯親王。